# ناحیه اورلیوس، میشیگان
ناحیه اورلیوس (به انگلیسی: Aurelius Township) یک منطقهٔ مسکونی در ایالات متحده آمریکا است که در شهرستان اینگام، میشیگان واقع شده‌است. ناحیه اورلیوس ۹۴٫۴۶ کیلومتر مربع مساحت و ۳٬۵۲۵ نفر جمعیت دارد و ۲۷۹ متر بالاتر از سطح دریا واقع شده‌است.